# Niki Marvin
Niki Marvin ist eine US-amerikanische Filmproduzentin.

## Leben
Marvin begann ihre Karriere 1987 als Aufnahmeleiterin beim Horrorfilm Nightmare III – Freddy Krueger lebt. 1990 produzierte sie ihren ersten Spielfilm, Midnight Cabaret, einen weiteren Horrorfilm mit Michael Des Barres in der Hauptrolle. Nach zwei Fernsehfilmen Anfang der 1990er Jahre produzierte sie 1994 das auf einer Novelle von Stephen King basierende Gefängnisdrama Die Verurteilten, das für sieben Oscars nominiert war. Marvin selbst erhielt eine Oscar-Nominierung in der Kategorie Bester Film, ging aber ebenso leer aus wie bei der Nominierung für den PGA Award. In der Folge produzierte sie keine weiteren Filme mehr; ihre letzte Arbeit datiert aus dem Jahr 2004, als sie in Personalunion als Produzentin, Regisseurin und Drehbuchautorin die zweite Episode der zweiteiligen Miniserie Private Islands drehte.

## Filmografie (Auswahl)
- 1987: Nightmare III – Freddy Krueger lebt (A Nightmare on Elm Street 3: Dream Warriors)
- 1990: Midnight Cabaret
- 1990: Buried Alive – Lebendig begraben (Buried Alive) (Fernsehfilm)
- 1991: Strays – Blutige Krallen (Strays) (Fernsehfilm)
- 1994: Die Verurteilten (The Shawshank Redemption)
- 1997: Buried Alive – Lebendig begraben 2 (Buried Alive II) (Fernsehfilm)
- 2004: Private Islands (Miniserie)

## Auszeichnungen
- 1995: Oscar-Nominierung in der Kategorie Bester Film für Die Verurteilten
- 1995: PGA-Award-Nominierung in der Kategorie Outstanding Producer of Theatrical Motion Pictures für Die Verurteilten